# Slovenská autobusová doprava Žilina
Slovenská autobusová doprava Žilina, akciová spoločnosť (SAD Žilina, a.s.) je autobusový dopravce zajišťující hromadnou dopravu osob v okresech Žilina, Bytča, Čadca, Kysucké Nové Město, Martin a Turčianské Teplice. Dopravce akceptuje dopravní karty i jiných dopravců zapojených v projektu Slovenský dopravní pas.

## Historie
Podnik se osamostatnil pod názvem „Československá automobilová doprava, štátny podnik Žilina“ dne 29. března 1991 odčleněním od podniku „Československá automobilová doprava, štátny podnik Žilina“. Po vzniku samostatného Slovenska v roce 1993 (viz Zánik Československa) změnil podnik 8. listopadu 1993 název na „Slovenská automobilová doprava, štátny podnik Žilina“ a v roce 1994 na „Slovenská autobusová doprava, štátny podnik Žilina“. V roce 1999 byl sloučen s podniky SAD v Čadci, Martině, Kysuckém Novém Městě a Turzovce. V roce 2002 byl podnik zprivatizován, vznikla „Slovenská autobusová doprava Žilina, akciová spoločnosť“. 

## Předmět činnosti
SAD Žilina, a.s. zajišťuje příměstskou dopravu v okresech své působnosti.
Provozuje také linky MHD. V současnosti (červenec 2022) ve městech Čadca a Kysucké Nové Město. V minulosti společnost provozovala linky MHD také ve městech Martin a Vrútky.
Kromě toho zajišťuje i linky dálkové dopravy. V současnosti (červenec 2022) do Štúrova. V minulosti linka do Štúrova bývala v provozu jen o letních prázdninách a společnost zajišťovala také dálkové linky do Komárna, Bratislavy a Košic, ale ty zrušila.
V roce 2018, po padesáti letech provozu, společnost z důvodu nízkého zájmu cestujících o přepravu ukončila provoz také na mezinárodní dálkové lince Žilina - Brno zajišťující spojení v příhraničních oblastech.

## Vozidla
| Typ vozidla         | Poznámky                                                            |                    |
| Příměstská doprava  | Příměstská doprava                                                  | Příměstská doprava |
| ------------------- | ------------------------------------------------------------------- | ------------------ |
| Irisbus Crossway    | jezdí i v rámci MHD v Čadci                                         |                    |
| Irisbus Midway      |                                                                     |                    |
| Karosa C 934        | jezdí jako záloha                                                   |                    |
| Karosa C 954        |                                                                     |                    |
| Mercedes Benz Vario | minibus                                                             |                    |
| Karosa C 734        | jezdila jako záloha, v současnosti dělá už jen svoz Romů            |                    |
| Novoplan PMC12      |                                                                     |                    |
| Městská doprava     |                                                                     |                    |
| Irisbus Citelis 12M | MHD Martin                                                          |                    |
| Irisbus Crossway LE | MHD Martin a Čadca                                                  |                    |
| Karosa B 952        | jezdí i na příměstských linkách                                     |                    |
| Karosa B 732        | jezdila do 5. listopadu 2011 jako záloha a na lince 62 v MHD Martin |                    |
| Dálková doprava     |                                                                     |                    |
| Karosa LC 956       |                                                                     |                    |
| Irisbus Magelys     |                                                                     |                    |